# 谷町
谷町（たにまち）は、大阪府大阪市中央区の町名。現行行政地名は谷町一丁目から谷町九丁目。発音は「た」にアクセントが置かれる。

## 地理
地名は、西へ落ち込む上町台地の谷地形に由来する。大阪市中心部の南北幹線道路の一つである谷町筋に沿った南北約2.5kmの細長い町だが、6丁目と7丁目は後述の他町編入により西側へ広くなっている。4丁目・6丁目・9丁目は谷町筋の地下を通るOsaka Metro谷町線の谷町四丁目駅・谷町六丁目駅・谷町九丁目駅の駅名に採用されている。なお、車内放送の発音も「た」にアクセントが置かれる。
1丁目から3丁目は大手前の官公庁街に西隣し、司法書士事務所などが軒を連ね、2丁目には大阪法務局と大阪府議会会館がある。5丁目と6丁目の間に位置する東西方向の町である安堂寺町によって谷町は南北に二分され、以前は南北で所属する行政区が異なり、現在も郵便番号が異なる。8丁目と9丁目北部は谷町筋八丁目寺町と呼ばれる寺町で、西隣の中寺（生玉筋中寺町）にかけて寺院が多い。

## 歴史
近世においては、天満橋南詰（天満橋交差点）から高麗橋通（谷町1交差点）までが1丁目、思案橋通（谷町2交差点）までが2丁目、内本町通（谷町3交差点）までが3丁目と、3丁目までしかなく、東側は大坂城大手前の武家屋敷地となっていた。
ただし、3丁目以南にも谷町と付く町名や字名があり、農人橋通（谷町4交差点）までが錫屋町、久宝寺橋通（谷町5交差点）までが北谷町、安堂寺橋通までが南谷町と続いた。
南谷町以南にも、谷町筋沿いは玉木町・万年町・立半町・柏原町と続いた。立半町と柏原町の西隣に生駒町・宮崎町・田島町と続いたが、この辺りは大坂城南惣構堀の遺構である空堀跡の一部で、東西に瓦土取場（瓦屋藤右衛門請地）が広がっていた。柏原町の南には谷町筋八丁目寺町（16ヶ寺）と続いた。

### 沿革
- 1868年（明治元年） 瓦屋藤右衛門請地が新瓦屋町に改称。
- 1872年（明治5年）
  - 谷町1 - 3丁目・錫屋町・北谷町・南谷町・内本町上3丁目の東部を統合して谷町1 - 5丁目に再編。
  - 玉木町・万年町・立半町・柏原町を統合して谷町筋6 - 7丁目が成立。
  - 生駒町が空堀町に改称し、宮崎町を空堀町と田島町に分割編入。
- 1873年（明治6年）
  - 新瓦屋町のうち谷町筋以西が東新瓦屋町・西新瓦屋町に改称。
  - 谷町筋八丁目寺町の全域が西成郡西高津村に編入される。
- 1879年（明治12年） 谷町1 - 5丁目が東区、谷町筋6 - 7丁目・東新瓦屋町・西新瓦屋町・空堀町・田島町が南区に所属。
- 1889年（明治22年） 西高津村が東成郡へ転属。
- 1897年（明治30年） 西高津村が大阪市に編入され、東区に所属。
- 1900年（明治33年） 東区西高津のうち谷町筋八丁目寺町の旧町域に谷町8 - 9丁目が成立。
- 1912年（明治45年） 南区東新瓦屋町・西新瓦屋町が東賑町・西賑町に改称。
- 1925年（大正14年） 東区谷町8 - 9丁目が天王寺区へ転属。
- 1943年（昭和18年） 天王寺区谷町8丁目の全域および9丁目の千日前通以北が南区へ転属。
- 1944年（昭和19年） 南区谷町筋6 - 7丁目が谷町6 - 7丁目、空堀町が南空堀町に改称。
- 1961年（昭和36年） 天王寺区谷町9丁目の一部が同区生玉町に編入される。
- 1981年（昭和56年） 天王寺区谷町9丁目の残余が同区生玉前町に編入される。
- 1982年（昭和57年） 南区東賑町・西賑町・南空堀町・田島町を谷町6 - 7丁目に編入。
- 1989年（平成元年） 東区谷町1 - 5丁目・南区谷町6 - 9丁目が中央区へ転属。

## 寺町
現在、寺町の谷町筋八丁目寺町16ヶ寺のうち13ヶ寺が当町に含まれている。
谷町筋八丁目寺町（16ヶ寺）
- 本照寺（大阪府八尾市黒谷） - 移転。元の所在地は谷町8丁目。
- 法妙寺（大阪府大東市寺川） - 移転。元の所在地は谷町8丁目。
- 正覚寺（谷町8丁目）
- 妙光寺（谷町8丁目）
- 久本寺（谷町8丁目）
- 妙法寺（谷町9丁目）
- 海宝寺（谷町9丁目）
- 長久寺（谷町8丁目）
- 妙経寺（谷町8丁目）
- 妙像寺（谷町8丁目）
- 本長寺（谷町8丁目）
- 本政寺（谷町8丁目）
- 願生寺（谷町9丁目）
- 専修院（谷町9丁目）
- 大仙寺（谷町9丁目）
- 重願寺（大阪府東大阪市山手町） - 移転。元の所在地は谷町9丁目。

## 世帯数と人口
2019年（平成31年）3月31日現在の世帯数と人口は以下の通りである。
| 丁目       | 世帯数    | 人口     |
| ---------- | --------- | -------- |
| 谷町一丁目 | 196世帯   | 322人    |
| 谷町二丁目 | 233世帯   | 393人    |
| 谷町三丁目 | 204世帯   | 285人    |
| 谷町四丁目 | 660世帯   | 1,290人  |
| 谷町五丁目 | 1,099世帯 | 2,031人  |
| 谷町六丁目 | 1,897世帯 | 3,235人  |
| 谷町七丁目 | 1,166世帯 | 1,881人  |
| 谷町八丁目 | 306世帯   | 598人    |
| 谷町九丁目 | 563世帯   | 958人    |
| 計         | 6,324世帯 | 10,993人 |

### 人口の変遷
国勢調査による人口の推移。
| 1995年（平成7年）  | 6,606人  | [ 6 ]  |  |
| 2000年（平成12年） | 7,147人  | [ 7 ]  |  |
| 2005年（平成17年） | 8,851人  | [ 8 ]  |  |
| 2010年（平成22年） | 8,891人  | [ 9 ]  |  |
| 2015年（平成27年） | 10,133人 | [ 10 ] |  |

### 世帯数の変遷
国勢調査による世帯数の推移。
| 1995年（平成7年）  | 2,868世帯 | [ 6 ]  |  |
| 2000年（平成12年） | 3,430世帯 | [ 7 ]  |  |
| 2005年（平成17年） | 4,657世帯 | [ 8 ]  |  |
| 2010年（平成22年） | 4,830世帯 | [ 9 ]  |  |
| 2015年（平成27年） | 5,697世帯 | [ 10 ] |  |

## 事業所
2016年（平成28年）現在の経済センサス調査による事業所数と従業員数は以下の通りである。
| 丁目       | 事業所数    | 従業員数 |
| ---------- | ----------- | -------- |
| 谷町一丁目 | 372事業所   | 1,757人  |
| 谷町二丁目 | 268事業所   | 2,613人  |
| 谷町三丁目 | 202事業所   | 2,237人  |
| 谷町四丁目 | 115事業所   | 1,890人  |
| 谷町五丁目 | 90事業所    | 764人    |
| 谷町六丁目 | 315事業所   | 2,118人  |
| 谷町七丁目 | 235事業所   | 1,503人  |
| 谷町八丁目 | 40事業所    | 180人    |
| 谷町九丁目 | 210事業所   | 1,209人  |
| 計         | 1,847事業所 | 14,271人 |

## 施設

### 公共施設
- 大阪市立南高等学校
- 大阪府社会福祉会館
- 大阪第2法務合同庁舎[12]
- 直木三十五記念館

### 商業施設
- 空堀商店街

### 公園
- 桃園公園

### 社寺
- 久成寺 - 本門法華宗。お初（妙法妙力信女）墓所
- 龍吟山江國禅寺（江国寺） - 妙心寺派
- 教誓山夕願寺 - 日蓮宗
- （山号なし）久本寺 - 本門法華宗（妙蓮寺末）
  - 番神堂
- 栄耀山本政寺[13]

## 交通

### 鉄道
- Osaka Metro谷町線 天満橋駅 谷町四丁目駅 谷町六丁目駅 谷町九丁目駅

### 道路
高速道路
- 阪神高速13号東大阪線

国道
- 国道308号（長堀通）

主要地方道
- 大阪府道30号大阪和泉泉南線（谷町筋）

## その他

### 日本郵便
- 集配担当する郵便局と郵便番号は以下の通りである[14]。

| 町丁         | 郵便番号 | 郵便局       |
| ------------ | -------- | ------------ |
| 谷町1〜5丁目 | 540-0012 | 大阪東郵便局 |
| 谷町6〜9丁目 | 542-0012 | 大阪南郵便局 |